# Церква Іль-Реденторе
Церква Іль Реденторе або Церква Спасителя (італ. Il Redentore) — церква у Венеції на набережній острова Джудекка.
Будівництво було схвалене дожем Себастьяно Вен'єром і Великою Радою і доручене Андреа Палладіо. У травні 1577 року церква була закладена на честь подяки богові за позбавлення міста від епідемії чуми, яка вибухнула у Венеції в 1575—1576 роках і знищила до третини населення міста, або 46 000 мешканців. У 1592 році будівля була побудована і освячена. Церква була віддана ордену Капуцинів.
На знак позбавлення від чуми з XVI століття у Венеції святкують свято Феста дель Реденторе. Щороку в третю неділю липня, дож відвідував церкву по понтонному мосту, який споруджували від Палацу дожів до церкви. Там він служив месу.
У церкві знаходяться шедеври Франческо Бассано, Ладзаро Бастіані, Карло Сарачені, Леандро Бассано, Якопо Пальма старший, Якопо Бассано, Франческо Біссоло, Рокко Марконі, Паоло Веронезе, Альвізе Віваріні, Тінторетто.